# 강서구 (2024년 부산 선거구)
강서구는 대한민국의 국회의원 선거구이다. 부산광역시 강서구 지역을 관할한다. 현 지역구 국회의원은 국민의힘의 김도읍이다.

## 역사
대한민국 제22대 국회의원 선거를 앞두고 부산 지역 선거구 개편이 이루어짐에 따라 강서구 지역이 단독 선거구를 이루게 되면서 신설되었다.

## 관할 구역
| 대수  | 관할 구역   |
| ----- | ----------- |
| 22대~ | 강서구 일원 |

## 역대 국회의원
| 선거   | 정당 | 정당     | 의원   |
| ------ | ---- | -------- | ------ |
| 2024년 |      | 국민의힘 | 김도읍 |

## 역대 선거 결과

### 대한민국 제22대 국회의원 선거
|  | 55.58% |

|  | 44.41% |